# Traité du Quirinal
Le « traité entre la République française et la République italienne pour une coopération renforcée », dit traité du Quirinal (en italien : trattato del Quirinale), est un traité signé le 26 novembre 2021 entre la France et l'Italie visant à offrir un cadre de coopération stable et formalisé dans la relation entre les deux pays. Il serait l'équivalent transalpin du traité de l'Élysée de 1963 qui organise la coopération franco-allemande.

## Contexte et objectif
S'agissant d'un traité international bilatéral, son objectif est d'améliorer la relation franco-italienne en matière : d'affaires étrangères et européenne, de coopération transfrontalière, spatiale et intérieure, de sécurité et de défense, de politiques migratoires, de justice, de coopération économique, industrielle et numérique, de développement social, durable et inclusif, d'enseignement, formation recherche et innovation, de culture, jeunesse et société civile.
À cet effet, les deux parties organisent un Sommet intergouvernemental annuel, lors duquel elles font le point sur la mise en œuvre du Traité, dont les mesures de mise en œuvre disposent, entre autres, une « feuille de route indicative » précisant les objectifs des coopérations bilatérales prévues et leur examen périodique.
Selon certains, il pourrait être une alternative à l'amitié franco-allemande comme moteur de l'Union européenne et permettrait de redonner une place à l'Italie exclue de fait de la relation privilégiée entre la France et l'Allemagne de l'après-guerre. Ce rapprochement aurait aussi pour but de contrebalancer le poids de l'Allemagne en Europe souvent soutenue par les pays de l'Est, notamment en matière de droits sociaux.
Préalablement à la signature du traité, la France et l'Italie présentent des profils économiques similaires, ayant déjà noué des coopérations industrielles (entre Airbus et Finmeccanica, Thales et Leonardo, Essilor et Luxottica, PSA et FCA...) et opéré de multiples investissements croisés. La France est ainsi en 2021 le premier investisseur et le premier employeur étranger en Italie.

## Historique
Le projet a été initialisé par Emmanuel Macron et Paolo Gentiloni en janvier 2018 puis mis en suspens pendant le gouvernement Conte I, du fait de la réticence et de l'opposition politique de ses membres, puis relancé par le gouvernement Conte II. Début 2020, Giuseppe Conte et Emmanuel Macron réaffirment leur volonté de signer ce projet de traité lors de leur rencontre à Naples le 27 février 2020. Succédant à Giuseppe Conte le 13 février 2021, Mario Draghi déclare face au Sénat le 17 février vouloir mieux structurer les relations entre la France et son pays, en référence au traité du Quirinal, devant être signé dans le courant de l'année.